# Kanton Bergerac-2
Kanton Bergerac-2 (francouzsky Canton de Bergerac-2) je francouzský kanton v departementu Dordogne v regionu Akvitánie. Tvoří ho 11 obcí.

## Obce kantonu
- Bergerac (část)
- Cours-de-Pile
- Creysse
- Lamonzie-Montastruc
- Lembras
- Mouleydier
- Queyssac
- Saint-Germain-et-Mons
- Saint-Laurent-des-Vignes
- Saint-Nexans
- Saint-Sauveur